# ヘスの法則
ヘスの法則（へすのほうそく、英: Hess's law）は、スイス生まれのロシアの化学者ジェルマン・アンリ・ヘスが1840年に発表した熱化学の法則。総熱量不変の法則（the law of constant heat summation）ともいう。ヘスの法則は熱力学第一法則の化学的言い換えであるが、熱力学第一法則の提唱以前に発見されたことは特筆すべき点である。

## 解説
ヘスは硫酸と水を様々な割合で混合し、各々の組み合わせに対して反応熱を測定した。これより、化学反応の反応熱は反応前後の状態のみで決まり反応経路によらず一定であることを実験的に確認した。
現代の化学では、化学反応の生成熱（より厳密にはエンタルピー変化）は反応経路にかかわらず一定と言い表すことができる。もともとエンタルピーは状態量であるから、熱力学第一法則からヘスの法則は容易に誘導されるともいえる。（エンタルピーは後世の概念である事に留意。）
ヘスの法則の示すところは、化合物AがBに変化する反応熱は、化合物Aの生成熱と化合物Bの生成熱から決定できることを意味しており、同様にして少数の既知の反応エンタルピー変化を用いて、未知の反応のエンタルピー変化を導くことも可能である。

## 例
以下では炭素からメタンが生成する反応熱を既知の生成熱および燃焼熱から決定する。
| {\displaystyle {\mbox{C(s)}}+2{\mbox{H}}_{2}{\mbox{(g)}}\longrightarrow {\mbox{CH}}_{4}{\mbox{(g)}}}                                                     | {\displaystyle \Delta H^{0}\,}                           |
| この反応の別経路の反応として、以下の反応を考える。 |                                                          |
| {\displaystyle {\mbox{C(s)}}+{\mbox{O}}_{2}{\mbox{(g)}}\longrightarrow {\mbox{CO}}_{2}{\mbox{(g)}}}                                                      | {\displaystyle \Delta H_{1}^{0}=-393.51~{\mbox{kJ/mol}}} |
| {\displaystyle {\mbox{H}}_{2}{\mbox{(g)}}+{1 \over 2}{\mbox{O}}_{2}{\mbox{(g)}}\longrightarrow {\mbox{H}}_{2}{\mbox{O}}{\mbox{(l)}}}                     | {\displaystyle \Delta H_{2}^{0}=-285.83~{\mbox{kJ/mol}}} |
| {\displaystyle {\mbox{CH}}_{4}{\mbox{(g)}}+2{\mbox{O}}_{2}{\mbox{(g)}}\longrightarrow {\mbox{CO}}_{2}{\mbox{(g)}}+2{\mbox{H}}_{2}{\mbox{O}}{\mbox{(l)}}} | {\displaystyle \Delta H_{3}^{0}=-890.36~{\mbox{kJ/mol}}} |

上記エンタルピーの関係は下記の式で表される。
{\displaystyle {\begin{aligned}\Delta H^{0}&=\Delta H_{1}^{0}+2\Delta H_{2}^{0}-\Delta H_{3}^{0}\\&=-393.51~{\mbox{kJ/mol}}+2\times (-285.83~{\mbox{kJ/mol}})-(-890.36~{\mbox{kJ/mol}})\\&=-74.81~{\mbox{kJ/mol}}\end{aligned}}}

## 関連事項
- ボルン・ハーバーサイクル